# 16-та радіотехнічна бригада (СРСР)
16-та радіотехнічна Севастопольська бригада (16 РТБр) — військове формування військ протиповітряної оборони СРСР.
Частина забезпечувала політ першого радянського багаторазового космічного корабля «Буран».
У 1992 році, після розпаду СРСР, з'єднання перейшло під юрисдикцію України і згодом переформоване як 40-ва радіотехнічна бригада.

## Історія
1 липня 1952 року був сформований 1103-й радіотехнічний полк у складі: 6 радіолокаційних рот (Тарханкут, Оползневе, Кача, Гвардійське, Фіолент, Керч), 4 радіотехнічних постів (бухта Кругла, Євпаторія, Микита, Керч) і команди плавзасобів (Севастополь).
1 травня 1955 року 1103-й окремий радіотехнічний полк Чорноморського флоту було перейменовано у 14-й радіотехнічний полк.
У жовтні 1962 року через об'єднання 7-го і 14-го радіотехнічних полків сформована 16-та радіотехнічна Севастопольська бригада. У червні 1989 року бригада увійшла до складу 60-го корпусу ППО 8-ї армії ППО.
Частина забезпечувала політ першого радянського багаторазового космічного корабля «Буран».
У січні 1992 року, після розпаду СРСР, з'єднання перейшло під юрисдикцію України і згодом переформоване як 40-ва радіотехнічна бригада.

## Структура
7 батальйонів і 12 радіолокаційних рот станом на 1962 рік.

## Командувачі
- (1952—1955) підполковник Гарбузов Макар Тереньтьєвич[1]
- (1955—1956) підполковник Гноєвий Олександр Фомич
- (1956—1962) підполковник Вершин Микола Іванович
- (1962—1969) полковник Леонтьєв Микола Васильович
- (1969—1972) полковник Бочкарьов Георгій Васильович
- (1972—1979) полковник Ферапонтов Борис Петрович
- (1979—1987) полковник Осянін Володимир Михайлович
- (1987—1990) полковник Ланденок Павло Маркович
- (1990—1992) полковник Уфімцев Іван Опанасович